# Лис (герб)
Лис (пол. Lis, Bzura, Mzura) — родовий герб, яким користувалися понад 200 родів Білорусі, України, Литви та Польщі. У Великому князівстві Литовському  відомий з початку XV століття, після Городельськой унії 1413 року.

## Опис
|  | На червоному полі біла стріла, на ній дві перетинки, так прироблені, що видаються за два хрести, над шоломом лис, який ніби вистрибує, задніх лап у нього не видно, тільки задертий хвіст, передні лапи випростані, сам головою обернений на лівий бік щита. |

## Історія
|  | Зветься так, бо давні пращури позначали щит лисом, а коли довели видатними заслугами право на стрілу, винесли лиса на шолом. Говорять, що ця зміна відбулася у 1058 році, за польського короля Казимира I: коли чи то під Сохачевим на ріці Бзура, чи Мзура, пращур роду Лисів, з малим гуртом людей, потрапив в оточення ятвягів та литовців, які без опору спустошували край, подав сигнал тобто знак швидко та високо запущеною стрілою із запаленою сіркою, тим, які знаходились позаду, і вони, зрозумівши, великою силою на ворога натиснули, він також назустріч став попереду проти збентежених несподіваним перебігом подій, так, що невдовзі їхні ряди зламав і отримав перемогу; за цю героїчну битву йому було надано стрілу на щит, а гербом цим, Бзура чи Мзура, почали називати від місця сутички і цього ж звитяжного лицаря, прізвище його перейшло на сина, який... у Краківській землі заснував село від свого прізвища: Бзура, - яке потім подарував Андріївському монастирю... В 1410 році під Грюнвальдом поміж іншими хоругвами, принесеними туди, була, десята у шику, біла, на ній червона лисичка, чорний язик висолопила: це була хоругва керівництва і міста Бальга. |

## Відомі в Україні родини
- Алишевські
- Васенцевичі
- Ілінські
- Лисянські
- Макаревичі
- Пісочинські
- Сапіги
- Сікори
- Сікорські
- Рудницькі

Корницькі, Корсак, Корженівські (Korzeniewski)), Корженіовські (Korzeniowski), Корінчевські та інші.

## Відомі персоналії

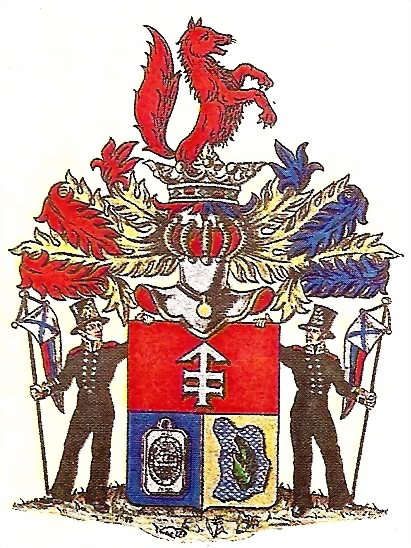
Герб Лисянських

- Йосип Август Ілінський
- Лисянський Юрій Федорович
- Тадей Обмінський